# Permittering
Permittering är den period då arbetsgivaren, utan att anställningen upphör, inte tillhandahåller arbetstagaren något arbete. I olika länder och avtal är det reglerat om arbetstagaren fortfarande har rätt till lön under permitteringen. Under permittering är arbetstagaren skyldig att infinna sig på arbetsplatsen då arbetsgivaren beordrar detta. I Sverige finns denna bestämmelse i 21 § Lagen om anställningsskydd. Lagen är semi-dispositiv till arbetstagarens fördel enligt lagens § 2.
I Finland betalas inte någon lön under permitteringen, men arbetstagaren har rätt att ansöka om arbetslöshetsersättning.